# Хюс, Вальтер
Вальтер Хюс (нидерл. Walter Hus; род. 1959) — бельгийский композитор и пианист.
Окончил Брюссельскую консерваторию (1984) как пианист, ученик Роберта Стейярта. Выступал как пианист, в том числе с импровизациями. С начала 1990-х гг. переключился преимущественно на занятия композицией. К середине 2000-х гг. написал пять опер (его оперу Орфей поставил в 1993 Ян Лауэрс), концерты для скрипки и для фортепиано с оркестром, вокальный цикл «Мужчина в голубом плаще» (нем. Der Mann im blauen Mantel; 1994) на стихи Рильке, цикл из четырёх струнных квартетов — «Теория» (фр. La Théorie; 1988), «Желание» (фр. Le Désir; 1991), «Зеркало» (фр. Le Miroir; 1996) и «Безумие» (фр. La Folie; 2000), а также целый ряд других симфонических и камерных произведений. Наибольшей известностью пользуются сборники прелюдий и фуг Хюса для двух фортепиано — благодаря тому, что он неоднократно исполнял их дуэтом со знаменитым американским композитором и пианистом Фредериком Ржевским. Фрагмент струнного квартета «Теория» был использован в саундтреке к фильму Питера Гринуэя «Интимный дневник».